# Лоджа
Лоджа (на френски и на суахили: Lodja) е град в централната част на Демократична република Конго. Градът е столица на провинция Санкуру и е разположен на 380 километра южно от екватора. В града има летище. Населението е 52 798 души (по приблизителна оценка от 2004 г.).